# Yoshimatsu Shigetarō

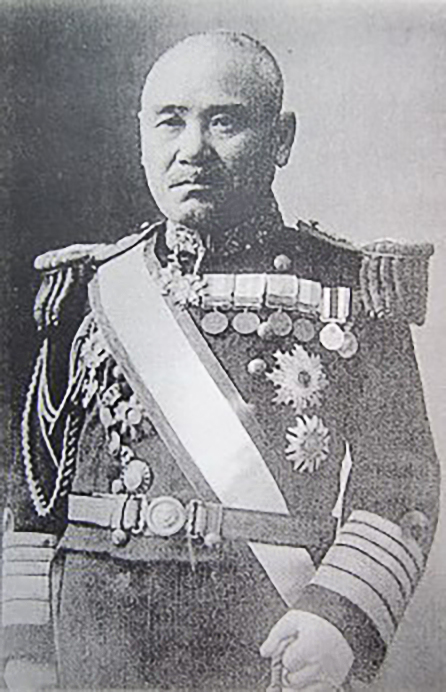
Admiral Yoshimatsu Shigetarō

Yoshimatsu Shigetarō „Motaro“ (japanisch 吉松茂太郎; * 7. Januar 1859 in der Präfektur Kōchi; † 2. Januar 1935) war ein japanischer Seeoffizier und zuletzt Admiral der Kaiserlich Japanischen Marine (Dai-Nippon Teikoku Kaigun), der unter anderem von 1911 bis 1912 Oberbefehlshaber der 2. Flotte (Dai-ni Kantai) und zwischen 1915 und 1917 Oberbefehlshaber der 1. Flotte (Dai-ichi Kantai) sowie in dieser Zeit auch drei Mal Oberbefehlshaber der Kombinierten Flotte (Rengō Kantai) war.

## Leben

### Ausbildung und Verwendungen als Seeoffizier

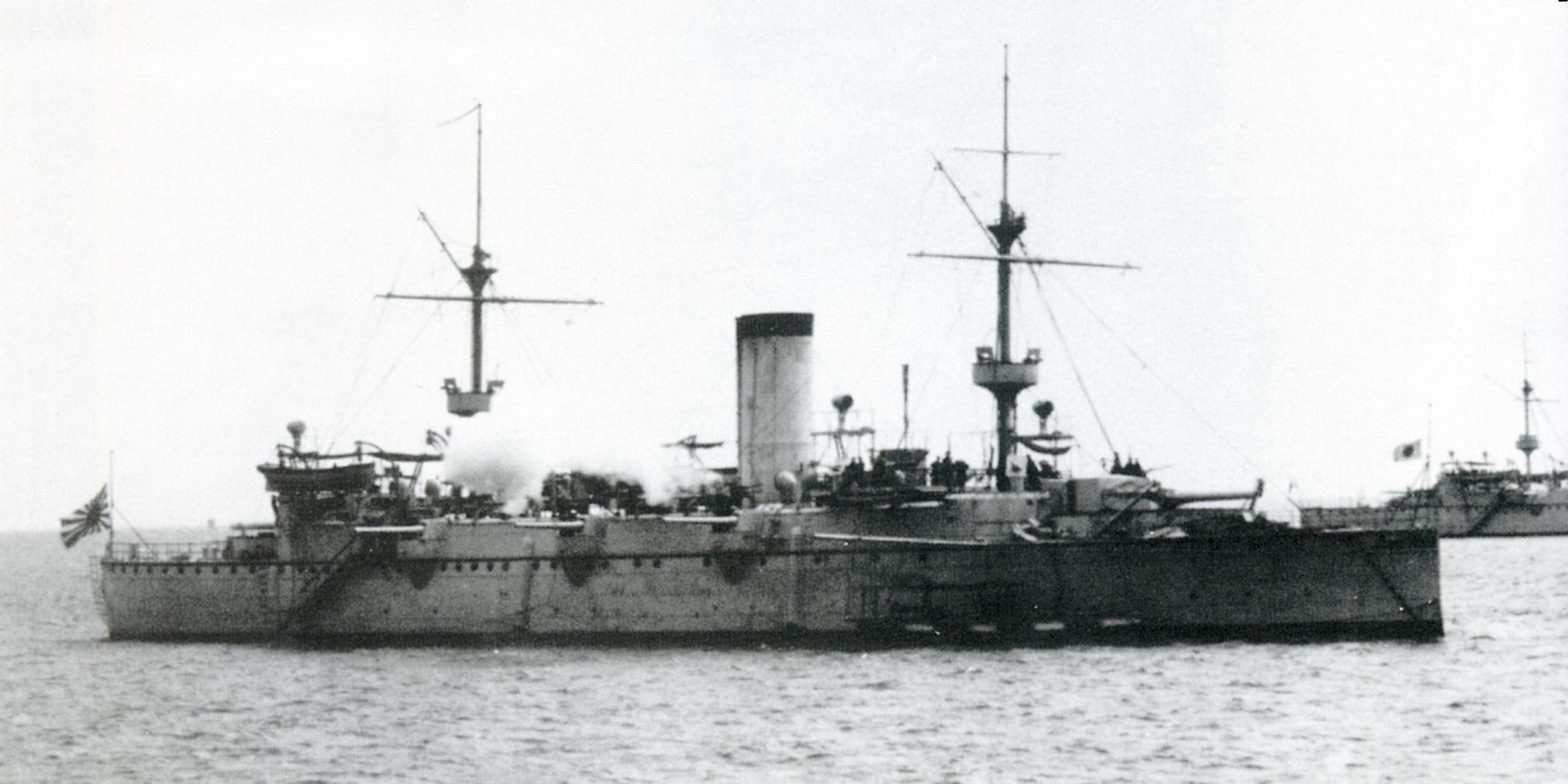
Kapitän zur See Yoshimatsu war 1901 kurzzeitig Kommandant des Geschützten Kreuzers Naniwa.

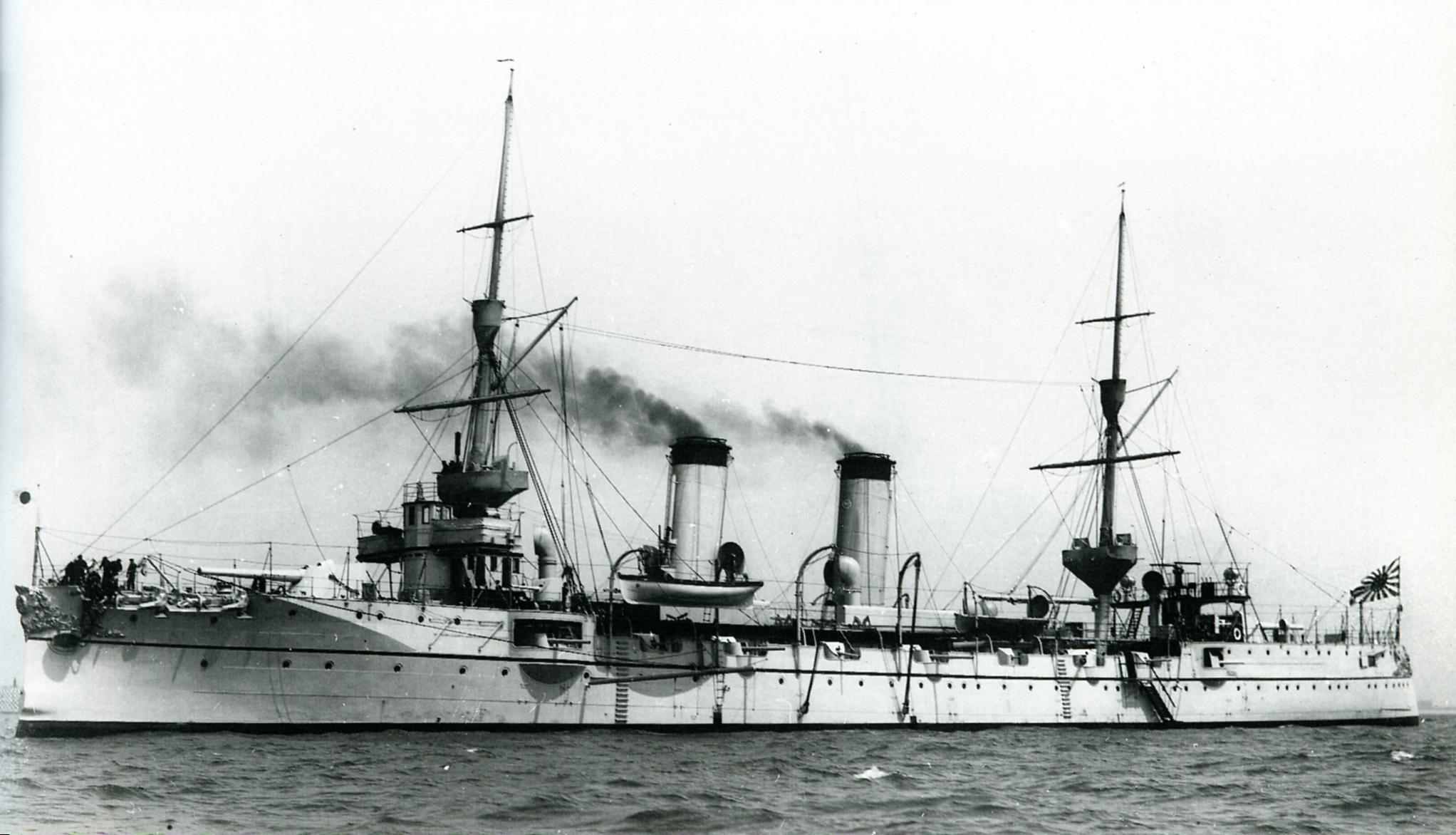
Der Geschützte Kreuzer Takasago, dessen Kommandant Yoshimatsu von 1901 bis 1903 war.

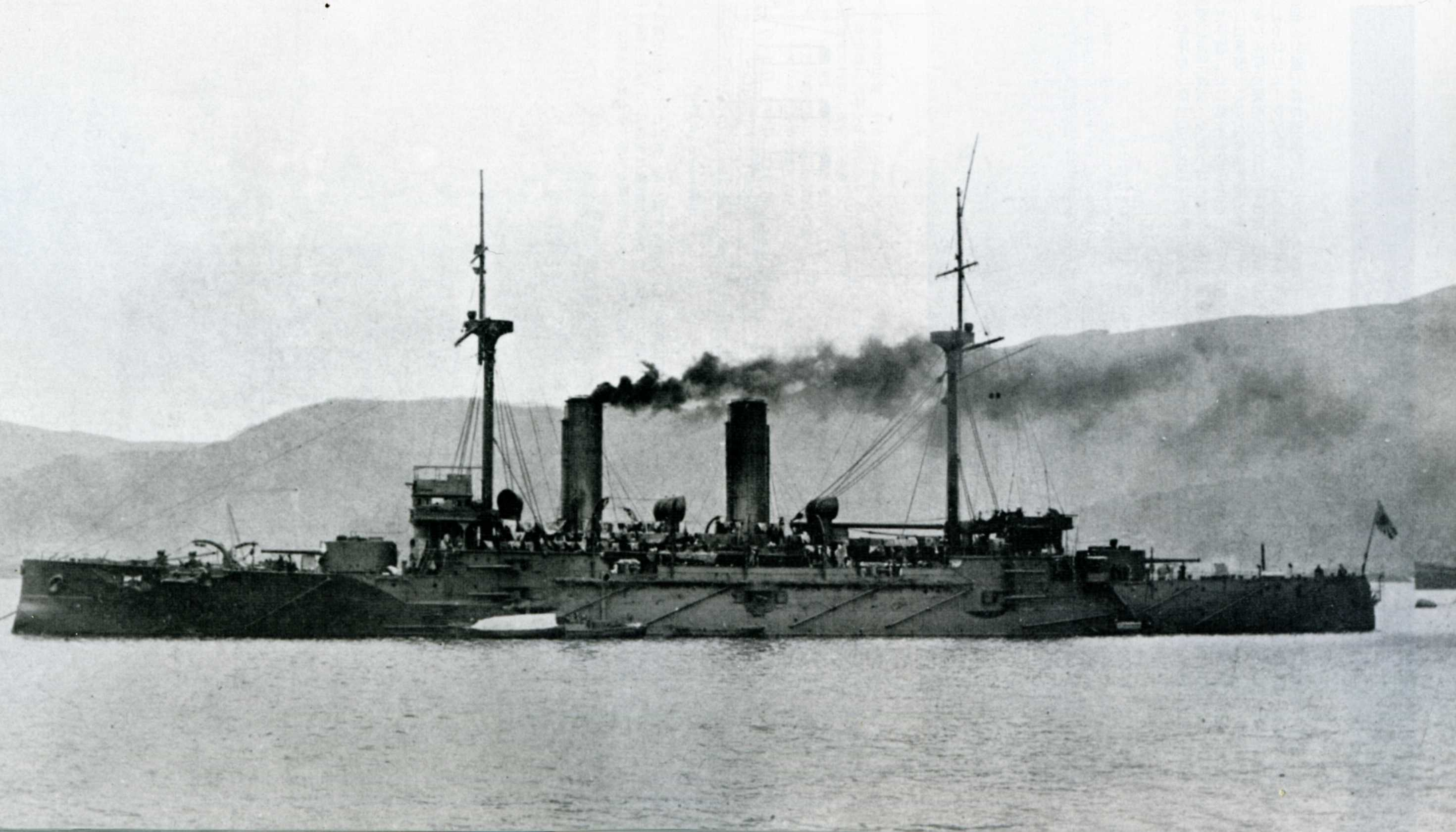
Während des Russisch-Japanischen Krieges (1904 bis 1905) war Yoshimatsu Kommandant des Panzerkreuzers Tokiwa.

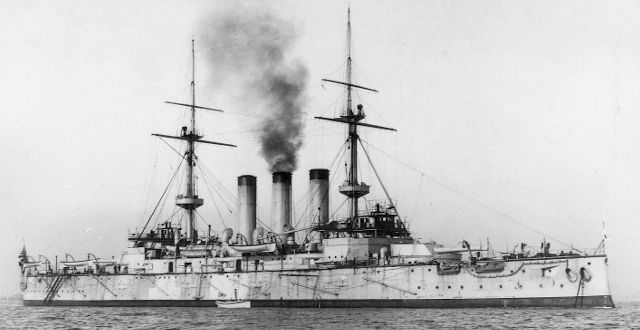
1905 fungierte Kapitän zur See Yoshimatsu zudem kurzzeitig als Kommandant des Einheitslinienschiffs Shikishima.

Yoshimatsu Shigetarō „Motaro“ begann am 20. Oktober 1874 als Seekadett eine Ausbildung zum Seeoffizier an der Marineakademie (Kaigun Heigakkō), die er als Drittbester von 30 Angehörigen des 7. Lehrgangs am 17. Dezember 1880 abschloss. Daraufhin trat er in die Kaiserlich Japanische Marine (Dai-Nippon Teikoku Kaigun) ein und fand in der Folgezeit zahlreiche Verwendungen als Seeoffizier. Er kam unter anderem auf der Korvette Tsukuba und dem Schulschiff Settsu zum Einsatz. Nach seiner Beförderung zum Leutnant zur See (shōi) am 2. November 1883 und Abordnungen zum Operationsstab der Marine (Kaigun Gunjibu) und zum Marinestützpunkt Yokosuka wurde er Offizier an Bord des Geschützten Kreuzers Naniwa, der zu dieser Zeit von Werft Armstrong-Whitworth in Newcastle upon Tyne gebaut und am 1. Dezember 1885 in Dienst gestellt wurde. Nach seiner Rückkehr am 26. Juni 1886 wurde er am 21. Dezember 1884 zum Oberleutnant zur See (chūi) befördert und es folgten Abordnungen zur Marinesektion des Generalstabes sowie zwischen dem 7. Juni 1888 und dem 24. Februar 1893 ein Studium, eine seemännische und artillerietechnische Ausbildung an Bord eines Kriegsschiffs der französischen Marine. Nach seiner Rückkehr wurde er am 21. Dezember 1893 Abschnittsoffizier auf dem Kanonenboot Oshima sowie am 7. Mai 1894 auf dem Geschützten Kreuzer Yoshino, wo er den Beginn des Ersten Japanisch-Chinesischen Krieges (25. Juli 1894 bis 17. April 1895) erlebte.
Nach einer kurzzeitigen Verwendung im Stab der Westmeerflotte (Saikai Kantai) wurde Yoshimatsu am 26. Februar 1896 zum Korvettenkapitän (shōsa) befördert und war nach einer Verwendung im Stab des Marinebezirks (Chinju-fu) Kure zwischen dem 1. Juni 1897 und dem 29. September 1899 Instrukteur an der 1888 gegründeten Marinehochschule (Kaigun Daigakkō). In dieser Funktion wurde er am 1. Dezember 1897 zum Fregattenkapitän (chūsa) sowie am 29. September 1899 zum Kapitän zur See (taisa) befördert, woraufhin er neben seiner Tätigkeit als Instrukteur an der Marinehochschule auch Chef des 1. Büros im Admiralstab (Kaigun Gunreibu) wurde. Danach wurde er am 21. Mai 1900 zunächst Chef des Stabes der Bereitschaftsflotte (Jobi Kantai) sowie zwei Monate später am 4. Juli 1900 Chef des Stabes des Marinebezirks Sasebo. Am 6. Juli 1901 wurde er zunächst Kommandant des Geschützten Kreuzers Naniwa und am 10. September 1901 Kommandant des Geschützten Kreuzers Takasago, ehe er zwischen dem 21. April 1903 und dem 19. Januar 1904 den Posten als Chefinstrukteur an der Marineakademie innehatte. Im Anschluss übernahm er am 19. Januar 1904 den Posten als Kommandant des Panzerkreuzers Tokiwa, wo er kurz darauf den Beginn des Russisch-Japanischen Krieges (8. Februar 1904 bis 5. September 1905) erlebt, sowie am 14. Juni 1905 Kommandant des Einheitslinienschiffs Shikishima.

### Flaggoffizier und Aufstieg zum Admiral
Am 2. November 1905 wurde Yoshimatsu „Motaro“ zum Konteradmiral (shōshō) befördert und fungierte im Anschluss zwischen dem 2. November 1905 und dem 2. Februar 1906 erneut als Chef des Stabes des Marinebezirks Sasebo, ehe er vom 2. Februar bis zum 22. November 1906 Chef des Marinebezirks Kure war. Nachdem er zwischen dem 22. November 1906 und dem 21. Oktober 1907 stellvertretender Oberbefehlshaber/Kommandeur der 1. Flotte (Dai-ichi Kantai) war, fungierte er vom 21. Oktober 1907 bis zum 28. August 1908 als stellvertretender Oberbefehlshaber/Kommandeur der Ausbildungsflotte (Renshu Kantai). Im Anschluss übernahm er zwischen dem 28. August 1908 und dem 1. Dezember 1910 den Posten als Direktor der Marineakademie und wurde in dieser Verwendung am 1. Dezember 1909 auch zum Vizeadmiral (chūjō) befördert.
Daraufhin war Vizeadmiral Yoshimatsu zwischen dem 1. Dezember 1910 und dem 25. September 1911 Direktor der Marinehochschule sowie vom 25. September bis zum 1. Dezember 1911 Kommandeur des Wachbezirks (Keibi-fu) Takeshiki. Als Nachfolger von Vizeadmiral Shimamura Hayao Oberbefehlshaber der 2. Flotte (Dai-ni Kantai) und verblieb auf diesem Posten bis zum 1. Dezember 1912, woraufhin Vizeadmiral Ijichi Suetaka ihn ablöste. Er selbst übernahm daraufhin vom 1. Dezember 1912 bis zum 25. März 1914 den Posten als Direktor des Ausbildungskommandos der Marine (Kaigun Kyoiku Honbu) sowie zugleich als Mitglied des Admiralitätsausschusses (Kaigun Shokan Kaigi). Daneben war er zwischen dem 25. September und dem 1. Dezember 1913 noch einmal Direktor der Marinehochschule sowie im Anschluss zwischen dem 25. März 1914 und dem 23. September 1915 Oberbefehlshaber des Marinebezirks Kure.
Am 23. September 1915 wurde Vizeadmiral Yoshimatsu „Motaro“ Nachfolger von Vizeadmiral Fujii Kōichi als Oberbefehlshaber der 1. Flotte (Dai-ichi Kantai) und bekleidete diese Funktion bis zum 1. Dezember 1917, woraufhin Vizeadmiral Yamashita Gentarō ihn ablöste. Als Oberbefehlshaber der 1. Flotte war er zugleich in Personalunion drei Mal Oberbefehlshaber der Kombinierten Flotte (Rengō Kantai), und zwar vom 1. November bis 13. Dezember 1915, vom 1. September bis 14. Oktober 1916 sowie vom 1. Oktober bis 22. Oktober 1917. Darüber hinaus wurde er in diesen Verwendungen am 1. Dezember 1916 zum Admiral (taishō) befördert und übernahm vom 1. Dezember 1917 bis zum 25. November 1919 die Funktion als Vertreter der Marine im Obersten Kriegsrat (Gunji sangiin). Im Anschluss wurde er am 25. November 1919 zunächst in eine Wartestellung und daraufhin am 1. August 1920 in die aktive Reserve sowie am 1. Juli 1924 in passive Reserve versetzt, ehe er schließlich am 1. Juli 1929 in den Ruhestand trat.